# Савчук Варфоломій Степанович
Варфоломі́й Степа́нович Савчу́к (нар. 17 вересня 1945, Біла Калитва, Ростовська область, СРСР) — український фізик та історик науки. Доктор історичних наук. Кандидат біологічних наук. Професор кафедри квантової макрофізики факультету фізики, електроніки та комп'ютерних систем Дніпропетровського національного університету. Відмінник освіти України (2001). Заслужений працівник освіти України (2003).

## Життєпис
1963 року закінчив СШ № 23 Дніпропетровська, 1969 року — фізичний факультет Дніпропетровського державного університету зі спеціалізацією в галузі біоніки та біофізики.
1970 року вступив до аспірантури Інституту фізіології АН УРСР імені О. О. Богомольця за спеціальністю «Біологічна фізика», де науковим керівником молодого вченого стає визначний вчений в галузі електрофізіології вегетативної нервової системи В. І. Скок (в майбутньому академік АН УРСР, академік-секретар Відділення фізіології, біохімії і теоретичної медицини).
1974 року Савчук захистив кандидатську дисертацію «Исследование тонической активности интактных нервов при помощи метода совпадения отводимых потенциалов действия» і залишається після закінчення аспірантури (1973) працювати на посаді молодшого наукового співробітника в тому ж відділі Інституту фізіології АН УРСР ім. О. О. Богомольця. Перспективи подальшої наукової діяльності в цій галузі були значними, але за сімейними обставинами В. С. Савчук вимушений був влітку 1975 р. повернутися до Дніпропетровська.
З 1975 року він знову працює у Дніпропетровському державному (нині національному) університеті. Вже через місяць перебування на посаді молодшого наукового співробітника його переводять на посаду асистента кафедри фізики фізико-технічного інституту згаданого університету, а невдовзі (з 1976 р.) він обіймає посаду доцента цієї ж кафедри.
У 1988 році Савчук брав участь у роботі Всесоюзної конференції з історії науки і техніки, присвяченої 125-річчю з дня народження В. І. Вернадського, яка відбулася в Одесі і знайомиться з провідними науковцями в галузі історії науки і техніки, зокрема проф. О. В. Соболевою (Ленінград), професором В. І. Онопрієнком, д-ром фіз.-мат. наук Ю. О. Храмовим (Київ), які вплинули на розгортання його наукової діяльності в галузі історії науки і техніки. В цей час В. С. Савчуком було прийнято рішення присвятити себе історії науки і спрямувати свої зусилля на підготовку докторської дисертації.
1996 року Савчук захистив докторську дисертацію «Історико-науковий аналіз діяльності природничо-наукових товариств Півдня України, Криму та Бессарабії: друга половина XIX — початок XX ст.». Вона була практично першою докторською дисертацією, захищеною безпосередньо в Україні за вказаною спеціальністю, після отримання Україною незалежності. Це був разовий захист, оскільки в Україні на той час відповідної спецради не існувало, який відбувся за підтримки ЦДПІН НАН України та Дніпропетровського державного університету.
Савчук — один з основоположників нового наукового напряму досліджень в Україні — вивчення історії діяльності наукових товариств. Це дослідження заповнило прогалину в історико-науковому вивченні діяльності товариств в Україні взагалі та в тому її територіальному комплексі, який склався в такому промисловому регіоні як Південь України, Крим та Бессарабія. Вона була новаторською і за тематикою, і за комплексністю розглянутих питань, за критичним аналізом всебічної діяльності розглянутих наукових товариств. В узагальненому вигляді вона відкрила новий напрям в українських наукових дослідженнях громадсько-наукових товариств та організацій в порівняльному контексті їхнього внеску у вітчизняну та світову науку. В цій роботі багато чого було зроблено вперше.
1994 року Савчук очолив Видавництво Дніпропетровського університету і пропрацював на посаді його директора до 1999 року. Продовжував він працювати за сумісництвом і на кафедрі фізики, спочатку доцентом, а після захисту докторської дисертації на посаді професора.
Саме за часів його роботи у видавництві, починаючи з 1997 року, виходять усі серії наукового «Вісника Дніпропетровського університету», а їх близько 17, визнані ВАК України фаховими за відповідними напрямами наук.
Савчук був одним з учасників делегації України на XX світовому конгресі істориків науки (Бельгія, 1997) і брав участь в ініціативній діяльності делегації з питань вступу України до Міжнародного союзу істориків науки, який і відбувся у Льєжі за рішенням Оргкомітету конгресу. В. С. Савчук плідно співпрацює з головною в Україні установою з питань досліджень в галузі історії науки і техніки — Центром досліджень потенціалу та історії науки НАН України.
У середині 1990-х років Савчук разом з О. Я. Пилипчуком стояв біля витоків створення Сектору історії науки, техніки та освіти в АН вищої школи України, який надалі було перетворено у Відділення історії науки, техніки та освіти АН ВО України. У 1998 році його було обрано академіком АН вищої школи України.
Савчук разом з Є. Ю. Смотрицьким виступили ініціаторами створення у 1996 р. в Дніпропетровську постійно діючого міжвишівського семінару з історії і філософії науки і техніки, який з початку його діяльності очолює В. С. Савчук і який плідно працює і в сьогоденні.
У вересні 1999 року Савчук вирішує присвятити себе лише науковій та викладацькій діяльності й обирається штатним професором кафедри фізики фізико-технічного інституту Дніпропетровського державного університету. Почався новий період життя і діяльності В. С. Савчука.
На цей час він вже визнаний в Україні та за її межами вчений в галузі історії науки і техніки, учасник багатьох міжнародних конференцій та конгресів, заступник головного редактора «Вісника Дніпропетровського університету. Історія і філософія науки і техніки», автор і співавтор декількох монографій і навчальних посібників, керівник міжвишівського семінару з історії та філософії науки і техніки, член двох спеціалізованих рад з захисту докторських дисертацій у Дніпропетровському державному університеті та Центрі досліджень потенціалу та історії науки НАН України, академік АН ВО України, керівник Дніпропетровського відділення «Товариства істориків науки України» тощо.
Зусиллями В. С. Савчука, Ф. П. Саніна, В. І. Іваненка в Дніпропетровському національному університеті сформувалося декілька напрямів досліджень в галузі історії науки і техніки, університет у 2002 році було включено до переліку провідних установ із спеціальності «Історія науки і техніки». За ініціативи В. С. Савчука у 2002 році в ДНУ було відкрито очну аспірантуру з вказаної спеціальності і почала здійснюватися підготовка кадрів вищої кваліфікації. Підготовку здобувачів було розпочато з 1997 році.
До основних напрямів досліджень В. С. Савчука з історії науки і техніки можна віднести:
- Загальні питання історико-наукових досліджень;
- Історія фізико-математичних та фізико-технічних наук;
- Історія громадсько-наукових об'єднань;
- Історія природознавчих досліджень в Україні (включаючи аграрну історію);
- Історія вищої (університетської освіти);
- Персоналії в історії науки України;
- Педагогіка, соціологія, питання викладання історії науки у вищій школі.

Разом із відомим спеціалістом у галузі ракетно-космічної техніки та її історії Ф. П. Саніним В. С. Савчук видрукував й низку праць з історії ракетно-космічної техніки в Україні. Відзначимо особливо монографію «Секретний» підрозділ галузі: Нариси історії фізико-технічного інституту Дніпропетровського національного університету", керівником авторського колективу якої був В. С. Савчук.
Значним є доробок В. С. Савчука у вивченні історичних та соціологічних питань розвитку університетської освіти та науки. Цю проблематику дослідник почав вивчати на початку 1990-х років. Увага його була довгий час зосереджена на історії Дніпропетровського національного університету, історії його виникнення, діяльності вчених, чия доля була пов'язана з ним тощо В. С. Савчук надалі розширює рамки досліджень університетської науки й освіти. Дослідницький інтерес приводить його до початків вищої освіти взагалі, а саме до з'ясування історичного минулого класичного університету. Так у співавторстві народжується узагальнююча праця — монографія «Класичний університет: еволюція, сучасний стан, перспективи», у якій простежено історичний шлях, пройдений класичним університетом від зародкових форм в античності до сьогодення. У монографії висвітлені на тлі розвитку університетської системи в Європі етапи розвитку її й в Україні. Книга є першим подібним дослідженням в Україні.
Ще одна особливість дослідницької роботи Савчука — часте звертання до персоналій, з особливою пристрастю він досліджує їх долі. Ф. В. Тарановський, І. Я. Акінфієв, Л. М. Фортунатов[недоступне посилання з квітня 2019], П. Г. Рубін, В. В. Стронський, Ф. Олексієнко, Ф. Н. Шведов, А. Е. Малиновський і багато інших науковців, вчених сприймаються після праць Савчука набагато опукліше, а про певні напрями їхнього життя і діяльності ми взагалі дізнаємося вперше.
За багатогранну діяльність В. С. Савчука нагороджено Почесною грамотою Міністерства аграрної політики України (2002), нагородою Ярослава Мудрого в АН ВШ України (2003) за здобутки в науковій роботі. Він є членом Всеукраїнської спілки краєзнавців, головою Дніпропетровського відділення Товариства істориків науки України, активним учасником громадсько-наукового та краєзнавчого життя Дніпропетровська.